# Sleep Has Her House
Sleep Has Her House es una película experimental de 2017 filmada, escrita, producida, dirigida y editada por el cineasta británico Scott Barley. Como varios de sus cortometrajes anteriores, Sleep Has Her House fue filmado con un iPhone. También presenta fotografías fijas e imágenes dibujadas a mano por el artista.
La película se considera parte del movimiento del cine lento debido a su uso de tomas largas; el más largo de los cuales dura 11 minutos y presenta la puesta del sol hasta el anochecer. La película no presenta diálogos.

## Sinopsis
En un mundo aparentemente desprovisto de seres humanos y habitado por solo unos pocos animales selectos, se manifiesta una presencia indefinida, encarnada como el viento. Atraviesa el valle, el lago y el bosque, dejando solo misteriosas muertes a su paso. A medida que avanza la noche, las fuerzas sobrenaturales en acción trascienden a lo natural, con consecuencias apocalípticas.

## Producción
Sleep Has Her House fue dirigida por Scott Barley, quien también fue el productor, director de fotografía, diseñador de sonido y editor de la película. Fue producido de forma independiente a través de su productora, Ether Films. Sleep Has Her House no se hizo originalmente para festivales de cine o Internet. El primer borrador de la película tuvo una duración de cuatro horas y se planeó como una instalación donde los miembros de la audiencia serían bienvenidos a, en palabras del propio director, "tomar una siesta" durante su proyección. Barley finalmente decidió reelaborar la película en una forma consumible más condensada para Internet y luego para festivales, pero no descartó lanzar una versión más larga en el futuro.
La fotografía principal se filmó con un iPhone y tuvo lugar durante 2015 y 2016 en Gales y Escocia, y la posproducción se completó junto con la producción en curso durante dieciséis meses. Algunas de las secuencias de la película constan de hasta sesenta tomas separadas unidas de forma invisible en la posproducción, que en algunos casos tomó meses para renderizar. La película se completó en diciembre de 2016.

## Recepción

### Respuesta de la crítica
A pesar de una audiencia de nicho, la película ha recibido elogios. A principios de 2017, fue nominada como mejor "película pasada por alto" por el crítico de cine Dustin Chang en la encuesta de críticos de IndieWire de 2016, aunque esto fue antes de su lanzamiento oficial. James Slaymaker de Mubi Notebook escribió: "Al igual que el gran Jean-Marie Straub, Scott Barley crea imágenes impactantes devolviéndonos a lo básico del cine, el mundo natural, pero abstrayéndolo a través de medios profílmicos al reducir el paisaje a puro, formas básicas [...] Sleep Has Her House al principio recuerda los paisajes expresionistas de Peter Hutton, Victor Sjöström y Jean-Marie Straub, el apocalipsis formal de su acto final recuerda la cacofonía digital manchada del Leviatán de Lucien Castaing-Taylor y Véréna Paravel. Al eliminar su realización cinematográfica de cualquier sentido tradicional de narrativa, carácter e incluso unidad temporal/espacial, Barley nos invita a ver el mundo y la imagen cinematográfica de nuevo. Sleep Has Her House es un recordatorio vital de que las abstracciones visuales más potentes se pueden crear a través de algo tan simple como el cambio de color del cielo reflejado en el agua, y el impacto más discordante puede provenir de un cambio de lente". Upon viendo la película, novelista estadounidense, Dennis Cooper escribió: "Me di cuenta de cuánto tiempo había pasado desde que una nueva película me llenó de asombro absoluto y satisfizo mis anhelos más profundos por el cine. Me hizo preguntarme: '¿Dónde estoy?' de la manera más precisa y esperanzadora". Para el estreno canadiense, el crítico de cine Josh Cabrita escribió en The Georgia Straight, "Barley tiene más en común con Caspar David Friedrich que cualquier vanguardista contemporáneo, encontrando lo terrible sublime a través de grandes imágenes filmadas en nada menos que un iPhone".
El influyente cineasta experimental estadounidense, Phil Solomon, escribió sobre la película: "Hay momentos dentro de Sleep Has Her House de una representación tan exquisita y sutil de 'luz en movimiento en el lugar' que siempre he soñado con experimentar en el cine. Una película de la selva negra para entrar sólo con sumo cuidado y cautela [...] Scott Barley nos ha desafiado a imaginar un cine de una belleza tan frágil -y aterradora- (reivindicando una vez más esa definición real de 'asombroso', lo sublime) que sitúa tanto la la película y el espectador en igualdad de condiciones de existencia corporal en los créditos finales".
Posteriormente, la película fue nominada en la encuesta de las mejores películas de 2017 de Sight & Sound. Al emitir su voto, el escritor y crítico de cine Tom Charity describió la película como "La hora y media más trascendental en la oscuridad de este año, una película de paisaje tenebroso que cambia de forma entre la realidad y la pesadilla, el cine y el sueño".
A principios de 2018, Sleep Has Her House fue nominada a mejor película, mejor ópera prima y mejor director en The Village Voice 2017 Film Poll.
En 2020, la historiadora de cine Nicole Brenez citó a Sleep Has Her House como una de las mejores películas de la década.

### Reconocimientos
Sleep Has Her House fue premiada como Mejor Película por el jurado oficial en el Festival Internacional de Cine Experimental y Documental de Fronteira en Goiânia, Brasil.